# Paradoks Hardy’ego
Paradoks Hardy’ego to eksperyment myślowy z obszaru mechaniki kwantowej, wymyślony przez Luciena Hardy’ego w latach 1992–1993, w którym cząstka i antycząstka mogą oddziaływać bez wzajemnej anihilacji.
Eksperymenty wykorzystujące technikę słabych pomiarów posłużyły do badania oddziaływań spolaryzowanych fotonów i pokazały, że efekt ten zachodzi. Jednakże konsekwencje tych eksperymentów oznaczają jedynie, że przeszłe zdarzenia mogą być wywnioskowane po kolapsie ich funkcji falowej. Słabe pomiary są traktowane jako pomiary same w sobie, a tym samym są częścią przyczynowości kolapsu fali, czyniąc obiektywne wyniki jedynie funkcją prawdopodobieństwa, a nie ustaloną rzeczywistością. Uważna analiza eksperymentu pokazuje, że paradoks Hardy’ego dowodzi jedynie niemożności istnienia teorii lokalnych zmiennych ukrytych, gdyż nie może istnieć teoria zakładająca, że układ spotyka stany rzeczywistości bez względu na oddziaływanie z aparatem pomiarowym. Potwierdza to, że aby być spójną z eksperymentami, teoria kwantowa musi być nielokalna (w sensie Bella) i kontekstowa.